# Saint-Mard (Meurthe-et-Moselle)
Saint-Mard is een gemeente in het Franse departement Meurthe-et-Moselle (regio Grand Est) en telt 95 inwoners (2009). De plaats maakt deel uit van het arrondissement Lunéville.

## Geografie
De oppervlakte van Saint-Mard bedraagt 3,0 km², de bevolkingsdichtheid is dus 31,7 inwoners per km².
De onderstaande kaart toont de ligging van Saint-Mard (Meurthe-et-Moselle) met de belangrijkste infrastructuur en aangrenzende gemeenten.

## Demografie
Onderstaande figuur toont het verloop van het inwonertal (bron: INSEE-tellingen).